# Llista de monuments de Sant Martí de Tous
Llista de monuments de Sant Martí de Tous inclosos en l'Inventari del Patrimoni Arquitectònic Català per al municipi de Sant Martí de Tous (Anoia). Inclou els inscrits en el Registre de Béns Culturals d'Interès Nacional (BCIN) amb la classificació de monuments històrics, els Béns Culturals d'Interès Local (BCIL) de caràcter immoble i la resta de béns arquitectònics integrants del patrimoni cultural català.
| Monument                                                          | Protecció    | Estil/època               | Localització                                                                          | Coordenades                                          | Codi?         | Imatge |
| ----------------------------------------------------------------- | ------------ | ------------------------- | ------------------------------------------------------------------------------------- | ---------------------------------------------------- | ------------- | --- |
| Castell de Tous                                                   | BCIN 1502-MH | Medieval, XVI-XX          | Sant Martí de Tous C. del Castell                                                     | 41° 33′ 34″ N, 1° 31′ 32″ E / 41.559406°N,1.525423°E | RI-51-0005656 | Castell de Tous (Sant Martí de Tous) · Vegeu més fotos d'aquest monument · Carregueu una nova foto d'aquest monument                                      |
| Castell de Roqueta                                                | BCIN 1503-MH |                           | Sant Martí de Tous Camí de Cal Maginet, sortint de Tous                               | 41° 31′ 43″ N, 1° 29′ 05″ E / 41.528629°N,1.484798°E | RI-51-0005657 | Castell de Roqueta (Sant Martí de Tous) · Vegeu més fotos d'aquest monument · Carregueu una nova foto d'aquest monument                                   |
| Església parroquial de Sant Martí de Tous                         | BCIL 2013    | Obra popular XIX          | Sant Martí de Tous Pl. de l'Església                                                  | 41° 33′ 36″ N, 1° 31′ 28″ E / 41.560039°N,1.524489°E | IPA-6175      | Església parroquial de Sant Martí de Tous · Vegeu més fotos d'aquest monument · Carregueu una nova foto d'aquest monument                                 |
| Creu de la plaça de l'Església, creu de terme                     | BCIL 2013    | Gòtic-renaixement XVI     | Sant Martí de Tous Pl. de l'Església, davant de l'església de Sant Martí de Tous      | 41° 33′ 36″ N, 1° 31′ 29″ E / 41.559879°N,1.524625°E | IPA-6178      | Creu de la plaça de l'Església (Sant Martí de Tous) · Vegeu més fotos d'aquest monument · Carregueu una nova foto d'aquest monument                       |
| Façana a la carretera                                             |              | Modernisme XX Inici       | Sant Martí de Tous C. dels Prats, 5                                                   | 41° 33′ 37″ N, 1° 31′ 26″ E / 41.560303°N,1.523991°E | IPA-6179      | Carregueu una nova foto d'aquest monument |
| Carrer de les Voltes                                              | BCIL 2013    | Obra popular              | Sant Martí de Tous Al centre de Sant Martí de Tous, prop del castell                  | 41° 33′ 36″ N, 1° 31′ 26″ E / 41.559897°N,1.523953°E | IPA-6180      | Carrer de les Voltes (Sant Martí de Tous) · Vegeu més fotos d'aquest monument · Carregueu una nova foto d'aquest monument                                 |
| Ca n'Aubareda                                                     | BCIL 2013    | Obra popular X            | Sant Martí de Tous                                                                    | 41° 32′ 34″ N, 1° 31′ 12″ E / 41.542833°N,1.520049°E | IPA-6181      | Ca n'Aubareda (Sant Martí de Tous) · Vegeu més fotos d'aquest monument · Carregueu una nova foto d'aquest monument                                        |
| Masia Eucaria                                                     | BCIL 2013    | XIX                       | Sant Martí de Tous Camí a Fiol                                                        | 41° 33′ 32″ N, 1° 29′ 35″ E / 41.558910°N,1.492965°E | IPA-6182      | Masia Eucaria (Sant Martí de Tous) · Vegeu més fotos d'aquest monument · Carregueu una nova foto d'aquest monument                                        |
| La Sagrada Família                                                |              | Historicisme XIX (1899)   | Sant Martí de Tous Camí a Fiol, Mas Eucària                                           | 41° 33′ 29″ N, 1° 29′ 33″ E / 41.557994°N,1.492470°E | IPA-6183      | La Sagrada Família (Sant Martí de Tous) · Vegeu més fotos d'aquest monument · Carregueu una nova foto d'aquest monument                                   |
| Hostal d'en Flix                                                  |              | Obra popular              | Sant Martí de Tous Ctra. entre Sant Martí de Tous i Sant Pere de l'Erm                | 41° 33′ 55″ N, 1° 30′ 46″ E / 41.565338°N,1.512807°E | IPA-6184      | Carregueu una nova foto d'aquest monument |
| Les Gallardes                                                     | BCIL 2013    | Obra popular X-XI         | Sant Martí de Tous                                                                    | 41° 33′ 30″ N, 1° 28′ 51″ E / 41.558362°N,1.480794°E | IPA-6185      | Les Gallardes (Sant Martí de Tous) · Vegeu més fotos d'aquest monument · Carregueu una nova foto d'aquest monument                                        |
| Santuari de la Mare de Déu de Sentfores                           | BCIL 2013    | Romànic XVII-XVIII, XX    | Sant Martí de Tous                                                                    | 41° 33′ 10″ N, 1° 32′ 22″ E / 41.552828°N,1.539545°E | IPA-6186      | Santuari de la Mare de Déu de Sentfores (Sant Martí de Tous) · Vegeu més fotos d'aquest monument · Carregueu una nova foto d'aquest monument              |
| La Pineda                                                         | BCIL 2013    | Modernisme XX Inici       | Sant Martí de Tous Ctra. de Clariana                                                  | 41° 34′ 45″ N, 1° 32′ 04″ E / 41.579279°N,1.534427°E | IPA-6188      | Carregueu una nova foto d'aquest monument |
| Església de Sant Pere de l'Erm                                    | BCIL 2013    | Romànic, gòtic XI, XIV-XV | Sant Martí de Tous Ctra. Igualada - Santa Coloma, km 8,6, camí esquerra passat rierol | 41° 33′ 47″ N, 1° 30′ 05″ E / 41.563153°N,1.501273°E | IPA-6189      | Església de Sant Pere de l'Erm (Sant Martí de Tous) · Vegeu més fotos d'aquest monument · Carregueu una nova foto d'aquest monument                       |
| Pont de la Passada, Pont de l'Albareda                            |              |                           | Sant Martí de Tous Sobre la riera de Tous                                             | 41° 33′ 26″ N, 1° 31′ 07″ E / 41.557208°N,1.518654°E | IPA-6190      | Pont de la Passada (Sant Martí de Tous) · Vegeu més fotos d'aquest monument · Carregueu una nova foto d'aquest monument                                   |
| Pont de Sant Genís                                                |              | XX                        | Sant Martí de Tous Pont a la sortida de Sant Martí                                    |                                                      | IPA-6191      | Carregueu una nova foto d'aquest monument |
| Antiga església parroquial de Sant Cristòfol de Fiol, o de Fillol |              |                           | Sant Martí de Tous Fillol                                                             | 41° 32′ 52″ N, 1° 28′ 09″ E / 41.547895°N,1.469121°E | IPA-6193      | Antiga església parroquial de Sant Cristòfol de Fiol (Sant Martí de Tous) · Vegeu més fotos d'aquest monument · Carregueu una nova foto d'aquest monument |
| Església de Santa Maria de la Roqueta                             |              | Romànic, gòtic XII, XIV   | Sant Martí de Tous La Roqueta                                                         | 41° 31′ 49″ N, 1° 29′ 04″ E / 41.530301°N,1.484543°E | IPA-6195      | Església de Santa Maria de la Roqueta (Sant Martí de Tous) · Vegeu més fotos d'aquest monument · Carregueu una nova foto d'aquest monument                |
| Església de Sant Miquel                                           |              | Romànic XI                | Sant Martí de Tous La Roqueta                                                         | 41° 31′ 43″ N, 1° 29′ 05″ E / 41.528656°N,1.484797°E | IPA-6196      | Carregueu una nova foto d'aquest monument |
| Molí de Tous                                                      |              | Obra popular              | Sant Martí de Tous Esquerra riera de Tous                                             | 41° 33′ 27″ N, 1° 31′ 33″ E / 41.557419°N,1.525952°E | IPA-26439     | Carregueu una nova foto d'aquest monument |
| Molí del Maset                                                    |              | Obra popular              | Sant Martí de Tous Esquerra riera de Tous                                             | 41° 34′ 33″ N, 1° 32′ 59″ E / 41.575934°N,1.549760°E | IPA-26440     | Carregueu una nova foto d'aquest monument |
| Creu de Pedra, creu de terme                                      |              | Obra popular XX Mitjan    | Sant Martí de Tous La Passada                                                         | 41° 33′ 36″ N, 1° 31′ 02″ E / 41.559981°N,1.517163°E | IPA-30660     | Creu de Pedra (Sant Martí de Tous) · Vegeu més fotos d'aquest monument · Carregueu una nova foto d'aquest monument                                        |
| Creu de la Creueta, creu de terme                                 |              | Obra popular XX Final     | Sant Martí de Tous Barri la Creueta, camí del Cementiri                               | 41° 33′ 34″ N, 1° 31′ 36″ E / 41.559382°N,1.526638°E | IPA-30663     | Carregueu una nova foto d'aquest monument |
| Molí fariner de Can Gallardes                                     |              | Obra popular              | Sant Martí de Tous                                                                    | 41° 33′ 33″ N, 1° 28′ 53″ E / 41.559267°N,1.481343°E | IPA-40778     | Carregueu una nova foto d'aquest monument |
| Cal Camil dels Diaris                                             | BCIL 2017    | XX                        | Sant Martí de Tous C. Major, 7                                                        | 41° 33′ 36″ N, 1° 31′ 25″ E / 41.55994°N,1.52356°E   | IPA-45514     | Carregueu una nova foto d'aquest monument |
| Forn de calç Casa Nova                                            |              | Obra popular              | Sant Martí de Tous Ctra. C-241c km 6,5, prop del paratge de la Casa Nova              |                                                      | IPA-46040     | Carregueu una nova foto d'aquest monument |
| Safareig de Cal Rosich                                            |              | Obra popular              | Sant Martí de Tous Camí al paratge de Cal Rosich                                      |                                                      | IPA-46042     | Carregueu una nova foto d'aquest monument |
| Forn de calç Cantagalls                                           |              | Obra popular XX           | Sant Martí de Tous Ctra. C-241c al paratge de Cantagalls                              |                                                      | IPA-46043     | Carregueu una nova foto d'aquest monument |
| Teuleria la Guinardera                                            |              | Obra popular              | Sant Martí de Tous Camí al paratge de la Guinardera                                   |                                                      | IPA-46045     | Carregueu una nova foto d'aquest monument |